# Museo Arqueológico de Sevilla
El Museo Arqueológico Provincial de Sevilla fue fundado en 1879. Desde 1946 se encuentra en el pabellón de Bellas Artes de la Exposición Iberoamericana de 1929, en la plaza de América del parque de María Luisa.
Está cerrado desde enero de 2020 por unas futuras obras de reforma.

## El edificio sede del museo
En 1911, con vistas a la Exposición Iberoamericana, el arquitecto Aníbal González elaboró un anteproyecto que incluía cinco partes y que no fue acometido por completo. Como obras principales del proyecto original se ejecutaron tres edificios entre 1913 y 1919: el pabellón de la Industria, Manufacturas y Artes Decorativas (actualmente denominado pabellón Mudéjar, que desde 1973 alberga el Museo de Artes y Costumbres Populares); el pabellón de Bellas Artes (que desde 1946 alberga el Museo Arqueológico) y el pabellón Real. Los tres se encuentran dispuestos en torno a la plaza de América, conformada por una amplia área ajardinada en cuyo centro se halla situada una terraza elevada con un estanque y una fuente.
El pabellón de Bellas Artes de Aníbal González está inspirado en el palacio de Monterrey de Salamanca, realizado por el arquitecto Rodrigo Gil de Hontañón en el siglo XVI. Su estilo neorrenacentista le valió ser llamado también palacio del Renacimiento.
La planta se desenvuelve de forma longitudinal con respecto a la Plaza de América. El edificio está dividido en cinco cuerpos de estilo neoplateresco. En la fachada hay varias hornacinas con estatuas que son alegorías de la Arquitectura, la Pintura, la Escultura, la Música, la Literatura, la Historia, la Arqueología y 
las Artes Industriales. En las esquinas del inmueble hay cuatro angelitos que representado el Arte, la Ciencia, el Trabajo y el Genio.

## Las primeras colecciones arqueológicas de las que se nutre el museo
En el siglo XVI el II marqués de Tarifa y I duque de Alcalá, Per Afán de Ribera y Portocarrero, reunió una colección de esculturas en Nápoles, siendo virrey de esta ciudad. Luego envió estas piezas a su palacio de Sevilla, conocido como la Casa de Pilatos. La casa de Medinaceli, propietaria actual de la Casa de Pilatos, donó las siguientes piezas de su colección al Museo Arqueológico Provincial de Sevilla: las esculturas de Nióbide herido y Apolo tocando la cítara, procedentes de Italia; un pedestal con inscripción votiva a Isis decorado con relieves alusivos al culto de esta diosa, procedente de la ciudad romana de Acci (Guadix) y perteneciente a la colección de la casa desde el siglo XVII; y un capitel figurado.
En el siglo XVII, Juan de Córdoba Centurión y Castro, hijo ilegítimo del marqués de Estepa, reunió en el municipio sevillano de Lora de Estepa una colección arqueológica con objetos de excavaciones locales y otros hallados en las ruinas de Itálica, en Santiponce. Esta colección pasó a manos de Francisco de Bruna y Ahumada.
Francisco de Bruna, alcaide del Alcázar de Sevilla entre 1765 y 1807, reunió una "Colección de Inscripciones y Antigüedades de la Bética", de carácter público, en este lugar. En 1781 Bruna emprendió excavaciones en Itálica, encontrando piezas muy señaladas de la actual colección del Museo Arqueológico Provincial de Sevilla: la escultura de Trajano, un torso de Diana Cazadora y un torso de Mercurio.
La Real Academia Sevillana de Buenas Letras se reunía en el Palacio Gótico del Alcázar de Sevilla a comienzos del siglo XIX y, tras la muerte de Bruna en 1807, se hizo cargo de la colección. Los académicos de esta institución se dispersaron durante la invasión francesa de Sevilla, entre 1810 y 1812, y no volvieron a reunirse hasta 1820.
En julio de 1835 se produjo una desamortización de conventos. El gobernador civil de la provincia, José Muso y Valiente, creó una comisión para preservar sus obras de arte. Ese mismo año, los miembros de esa comisión crearon una Junta del Museo de Sevilla que gestionaría el museo albergaría los objetos artísticos de los conventos exclaustrados. La primera propuesta de la Junta fue instalar el museo el desamortizado convento de San Pablo, pero este fue usado por Hacienda. Por ello, en 1839 el Museo Provincial se instaló en el también desamortizado convento de la Merced.
Paralelamente, el 2 de abril de 1836, durante las obras de la carretera a Extremadura, se encontraron en Santiponce dos esculturas, una de las cuales era un busto del emperador Adriano.
En 1839 Ibo de la Cortina y Roperto, oficial tercero del gobierno político de Sevilla, realizó excavaciones oficiales en Itálica. Los objetos encontrados se guardaron provisionalmente en el archivo del Gobierno Civil. Una Real Orden de 16 de diciembre de 1840 dispuso que se guardasen en el Museo Provincial todos los objetos de Itálica encontrados hasta entonces. La Junta del Museo estaba dirigida por entonces por el pintor Antonio María Esquivel. El 29 de mayo de 1841 el Gobierno Civil le encargó a la Junta del Museo que nombrase a una persona para recoger los objetos arqueológicos de Itálica, designando esta el 25 de junio al conde de Montelirios. Las obras para adaptar el antiguo convento de la Merced como museo concluyeron en la primavera de 1842. Con los objetos arqueológicos se creó en 1842 la sección de Antigüedades.
El 20 de octubre de 1842 el gobierno central ordenó trasladar objetos seleccionados de la "Colección de Inscripciones y Antigüedades de la Bética" formada por Bruna en el Alcázar de Sevilla al Museo Real de Madrid. La Real Academia Sevillana de Buenas Letras argumentó que era propietaria de la misma el 8 de noviembre. El gobierno suspendió la orden el 22 de noviembre hasta averiguar a quien pertenecía la colección y, finalmente, dejó estas piezas en la ciudad andaluza.
La Comisión de Monumentos Históricos y Artísticos de la Provincia de Sevilla, fundada en 1844 y con sede también en el antiguo convento de la Merced, se hizo cargo del Museo Provincial. Esta institución solicitó que la colección de Bruna del Alcázar se trasladase al Museo Provincial, sin éxito. En 1848 el duque de Montpensier y su esposa la infanta María Luisa se instalaron en el Alcázar de Sevilla y en 1849 se mudaron al palacio de San Telmo. El duque intentó llevarse a su palacio de San Telmo las principales esculturas de la colección arqueológica de Bruna. Sin embargo, una Real Orden del 20 de octubre de 1854 lo impidió, estableciendo que toda la colección de antigüedades del Alcázar se integrase en el Museo Provincial, lo que se llevó a cabo en 1855.
En 1866 Demetrio de los Ríos fue nombrado conservador del Museo Provincial por la Comisión de Monumentos. Se dedicó a organizar los objetos arqueológicos en torno al claustro mayor del edificio y creó salas con las galerías norte, sur y oeste.
Demetrio de los Ríos dirigió excavaciones en Itálica entre 1860 y 1880, llevando a cabo además una labor de investigación, documentación e interpretación de lo que se encontraba. Los documentos de Demetrio de los Ríos se conservan en el Museo Arqueológico Provincial de Sevilla.
Entre julio y septiembre de 1878 José Gestoso y Pérez colaboró con Demetrio de los Ríos, Leoncio Baglietto y Francisco Mateos Gago en la realización del primer catálogo de objetos arqueológicos del museo.

### La colección arqueológica municipal
En 1886 el Ayuntamiento le encargó a José Gestoso y Pérez ser conservador de un museo arqueológico municipal, trabajo que realizó sin remuneración alguna. Gestoso se dirigió a unos almacenes municipales situados cerca del Convento de los Capuchinos donde había escudos y epigrafías antiguas, esculturas de piedra de la fachada de la casa consistorial, lápidas funerarias, etc.
En 1894 Manuel Sánchez Pizjuán donó 804 monedas y medallas antiguas al Ayuntamiento. En 1900 el Ayuntamiento adquirió la colección de mondas y otros objetos arqueológicos de Francisco Mateos Gago a sus herederos: sus hermanos. En el siglo XIX Juan Peláez y Barrón reunió una gran colección de objetos arqueológicos en sus excavaciones por la comarca de Los Alcores. En 1897 esta colección fue comprada por Salvador D'Angelo. Posteriormente, fue adquirida por el sacerdote Manuel de la Peña y Fernández, que la donó al Ayuntamiento de Sevilla en 1903.
El Museo Arqueológico Municipal fue inaugurado en 1895 por la infanta María Luisa en la casa consistorial. En la década de 1920 se trasladó a la Torre de Don Fadrique. El Museo Arqueológico Municipal fue suprimido a mediados del siglo XX, cuando gran parte de los fondos fueron depositados en el Museo Arqueológico Provincial.

## Historia del museo

### SigloXIX
El Real Decreto del 20 de marzo de 1867 autorizaba la formación del Museo Arqueológico Nacional en Madrid y de otros museos en "aquellas provincias en las que se conserven numerosos e importantes objetos arqueológicos".
El Museo Arqueológico Provincial de Sevilla se creó mediante la Real Orden del 21 de noviembre de 1879. Ese mismo año se crearon los museos arqueológicos Valladolid y Granada.
El primer director del museo fue Manuel de Campos Munilla, funcionario del Cuerpo Facultativo de Archiveros, Bibliotecarios y Anticuarios. El 12 de marzo de 1880 la Comisión de Monumentos le hizo entrega de los 335 objetos de la colección arqueológica, que continuó en el antiguo convento de la Merced, compartiendo sede con el Museo de Bellas Artes.
El número de visitantes en 1880 fue de 3 049 y en 1887 hubo 6 105. El número de visitantes registrado en 1882 es anormalmente alto, de más de 11 000 visitantes, pero esto debe ser un fallo en las cuentas ya que en mayo de ese año se registraron de golpe 7 183 visitas y en julio solo 44.

### sigloXX

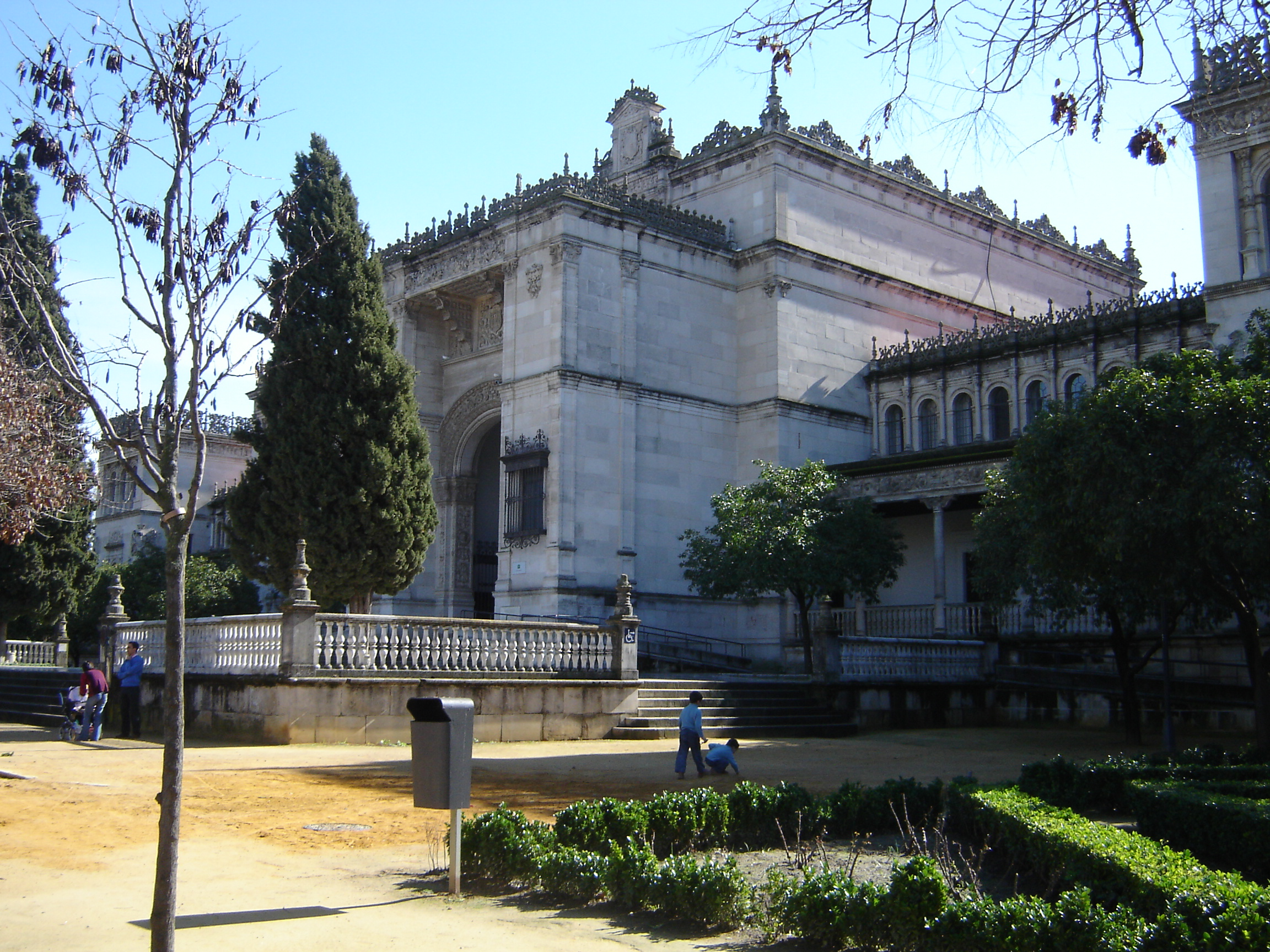
Exterior del museo

En el 1900 se encontraron en Itálica una estatua de Diana cazadora, otra parte de la escultura de Mercurio (una pierna) y cuatro fustes y capiteles de gran tamaño. Estos objetos fueron incorporados a la colección.
A comienzos del siglo XX las visitas subieron sustancialmente: 1902 con 8 067, 1903 con 12 199, 1904 con 14 170 y 1905 con 14 925. En 1929 y 1930, años de la Exposición Iberoamericana en Sevilla, las visitas fueron de 13 849 y 12 094 respectivamente.
Con el paso de los años los fondos del museo aumentaron con objetos de Itálica y otros yacimientos, generando problemas de espacio.
En 1931 el Ayuntamiento de Sevilla propuso al Ministerio de Instrucción Pública y Bellas Artes el traslado del Museo Arqueológico Provincial al Pabellón Mudéjar de la Exposición Iberoamericana. El inspector de museos Joaquín María de Navascués apostó por trasladarlo al cercano palacio del Renacimiento, que finalmente fue cedido por el Ayuntamiento al Estado con este propósito el 31 de diciembre de 1941. El Ayuntamiento decidió que en este edificio también se expusieran los fondos del Museo Arqueológico Municipal.
De la colección arqueológica municipal se depositaron en este museo 4 172 piezas en lotes entregados en 1945, 1946 y 1950, entre las cuales había:
- Unas 1 900 piezas prehistóricas, procedentes en su mayor parte de las excavaciones de Peláez en Los Alcores.[23]
- Más de 100 piezas epigráficas desde la época romana hasta la moderna.[23]
- Unas pocas esculturas. Destacan aquí las placas con relieves de los trabajos de Hércules procedentes de Itálica, que estaban en la colección de Mateos Gago.[23]
- Más de 1 000 piezas de cerámica, entre las cuales hay lucernas, vasos, vasijas y ladrillos con relieves.[23]
- Vidrios, la mayoría romanos de uso funerario.[23]
- Metalistería prehistórica, romana, etc.[23]
- Glíptica, destacando sellos de bronce de tipo heráldico, episcopal o masónico.[23]
- Otros objetos, como capiteles, brocales de pozo, urnas, matrices de estampación en madera de naipes (siglo XIX), abanicos y objetos de la América precolombina.[23]

El Ayuntamiento no cedió monedas ni medallas de su colección. Tampoco cedió lápidas, elementos arquitectónicos considerados de menor interés ni cañones.
Tras cuatro años de obras en el antiguo pabellón, el museo fue inaugurado por Francisco Franco el 25 de mayo de 1946. El museo contaba entonces con ocho salas de exposición, un despacho de dirección y una biblioteca.
En 1958 se realizaron unas obras de la Real Sociedad de Tiro al Pichón en el cerro del Carambolo, en Camas, encontrándose entonces un tesoro de 21 piezas de oro. El arqueólogo Juan de Mata Carriazo y Arroquia identificó el hallazgo como tartésico. El 24 de febrero de 1962 la Real Sociedad de Tiro al Pichón entregó el tesoro al Estado. El tesoro fue depositado en una caja fuerte del Banco de Vizcaya. Del 7 al 27 de marzo el tesoro estuvo expuesto en el Museo Arqueológico Nacional. En diciembre de 1962 el alcalde manifestó que el tesoro debería ser adquirido por el Ayuntamiento de Sevilla y exponerse en la casa consistorial, por reunir mejores condiciones de seguridad que el Museo Arqueológico Provincial. El Ayuntamiento consiguió, el 26 de abril de 1963, que la Dirección General de Bellas Artes acordase cederle la posesión del tesoro que, salvo acuerdo contrario con la Dirección General, debería conservarse en el Museo Arqueológico Provincial. No obstante, el Ayuntamiento se tenía que hacer cargo de pagar una indemnización a los que habían encontrado el tesoro, cosa que se resolvió el 12 de junio de 1964. La cesión de derechos sobre el tesoro en favor del Ayuntamiento sevillano se llevó a cabo el 18 de septiembre de 1964. Entre el 19 de septiembre de 1964 y el 30 de octubre de 1967 el tesoro fue expuesto en la casa consistorial. En el Museo Arqueológico Provincial se realizaron obras para aumentar la seguridad y a partir de noviembre de 1967 pudo ser expuesto en la sala oval del museo. No obstante, en 1978 se consideró que no estaba lo suficientemente seguro en este museo y fue depositado en la caja fuerte de un banco.
Desde el 1 de marzo de 1962 una serie de museos españoles, entre los que se encontraba el Museo Arqueológico Provincial de Sevilla, fueron declarados por el gobierno monumentos histórico-artísticos.
En 1969, por iniciativa del director general de Bellas Artes, Florentino Pérez Embid, se llevó a cabo una reforma del ala este del edificio. El arquitecto José Galnares Sagastizábal acondicionó cinco nuevas salas para exponer epigrafía, las antigüedades que provenían otros yacimientos aparte de Itálica (sobre todo de Mulva y Carteia) y las antigüedades paleocristianas, visigodas y andalusíes. Las nuevas salas fueron inauguradas el 5 de diciembre de 1970.
Entre 1972 y 1973 se reordenaron y ampliaron estos espacios. También se consiguió tener nuevas salas cegando las galerías de la fachada posterior. También se acondicionó parte del ala oeste del semisótano para exponer objetos prehistóricos y protohistóricos.
En 1973 se llegó a las 23 500 visitas y la cifra se mantuvo por encima de las 20 000 hasta llegar a las 31 100 de 1980. En 1983 se llegó a más de 57 000 visitantes.
Entre 1980 y 1981 el arquitecto Manuel Lafarga cambió las techumbres del edificio. Aníbal González las había diseñado casi todas de cristal con estructura de hierro, pero esto las hacía difíciles de mantener y provocaban temperaturas extremas. Se construyeron nuevos techos de obra, que además eran más seguros contra la lluvia.
En 1983 se produjo el traspaso de competencias de los museos y la arqueología desde el Ministerio de Cultura del Gobierno de España a la Consejería de Cultura de la Junta de Andalucía.

### sigloXXI
Entre el 3 de octubre de 2009 y el 28 de febrero de 2010 se expusieron en el museo las piezas originales del Tesoro del Carambolo. En enero de 2012 se expusieron de nuevo las piezas originales de este tesoro en una sala monográfica pero a los pocos meses fueron retiradas por el gasto en seguridad que requería tenerlo expuesto, estimado en 145 000 euros anuales.
El arquitecto sevillano Guillermo Vázquez Consuegra ganó un concurso nacional en diciembre de 2009 para la reforma completa del edificio y la renovación del discurso museográfico. El proyecto contempla abrir el salón ovalado central como recibidor y colocar ascensores acristalados, así como mejoras sustanciales que repercutirán en la iluminación y la climatización del edificio.
Bajo la sala oval del museo se creará una cámara de acorazada para poder exponer en ella de forma permanente los tesoros del Carambolo, de Mairena del Alcor y de Ébora.
Los Presupuestos Generales del Estado han reservado fondos para la rehabilitación desde 2011. Por ejemplo, en 2013 se destinaron 350 000 euros y en 2022 se destinaron 300 000 euros.
En enero de 2020 el museo fue cerrado y empezó su vaciamiento para poder acometer las obras.
 Este vaciamiento de piezas terminó en mayo de 2023.
En junio de 2023 se licitaron las obras de rehabilitación por un coste de 26,6 millones de euros.
En 2008 se proyectó en la pedanía de San José de La Rinconada un centro logístico de la Junta de Andalucía para servir de depósito a este museo. El centro estaba operativo en 2022. En él se guardarán las piezas que no se expongan. También se conservarán en él las piezas del museo mientras se ejecuta la reforma proyectada.
En 2019 la Guardia Civil recuperó un busto expoliado de Adriano en Écija. La pieza será restaurada y conservada en el Museo Arqueológico Provincial de Sevilla, donde ya existe otro busto del mismo emperador procedente de Itálica.

## Colecciones del museo

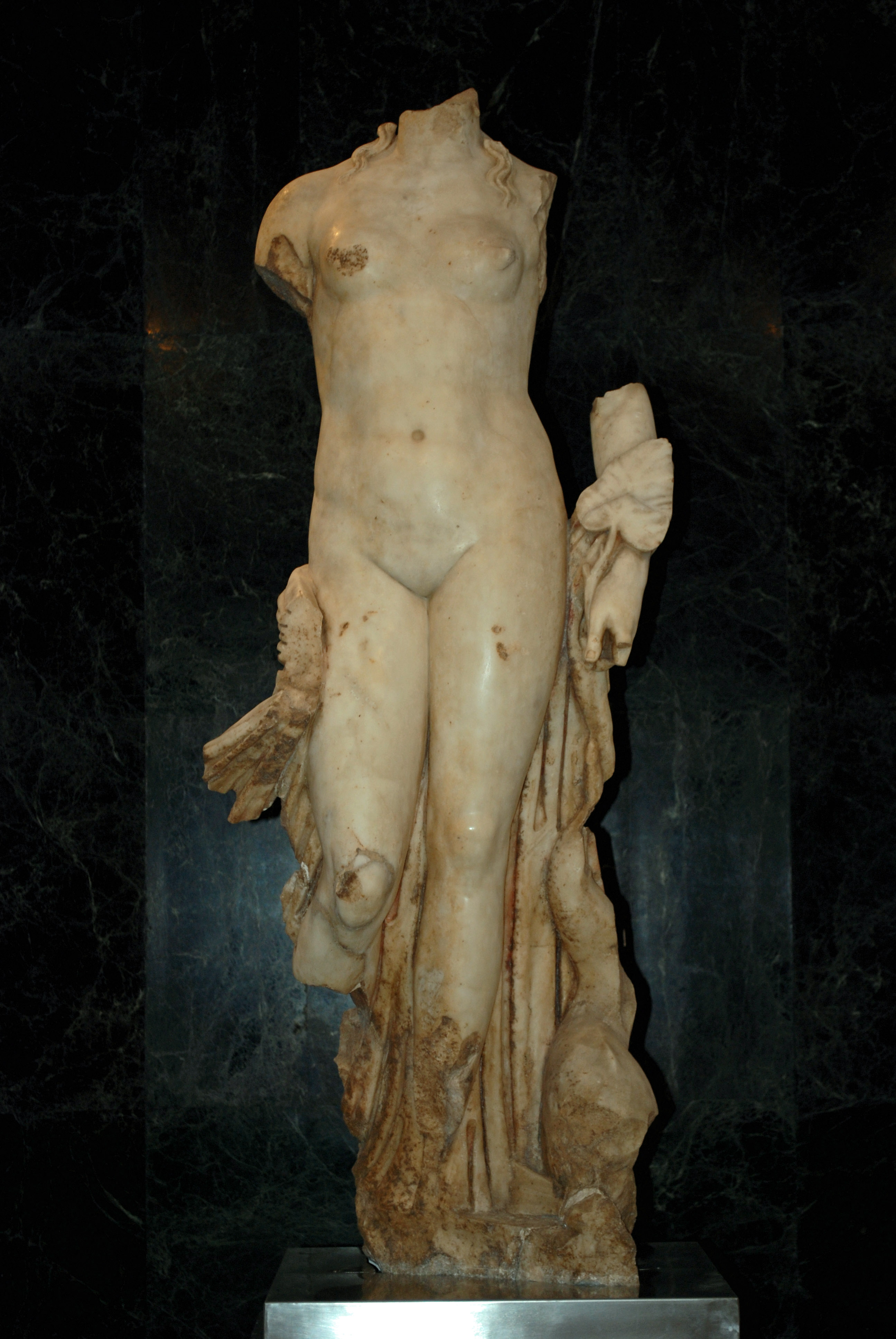
Venus de Itálica (año 117).

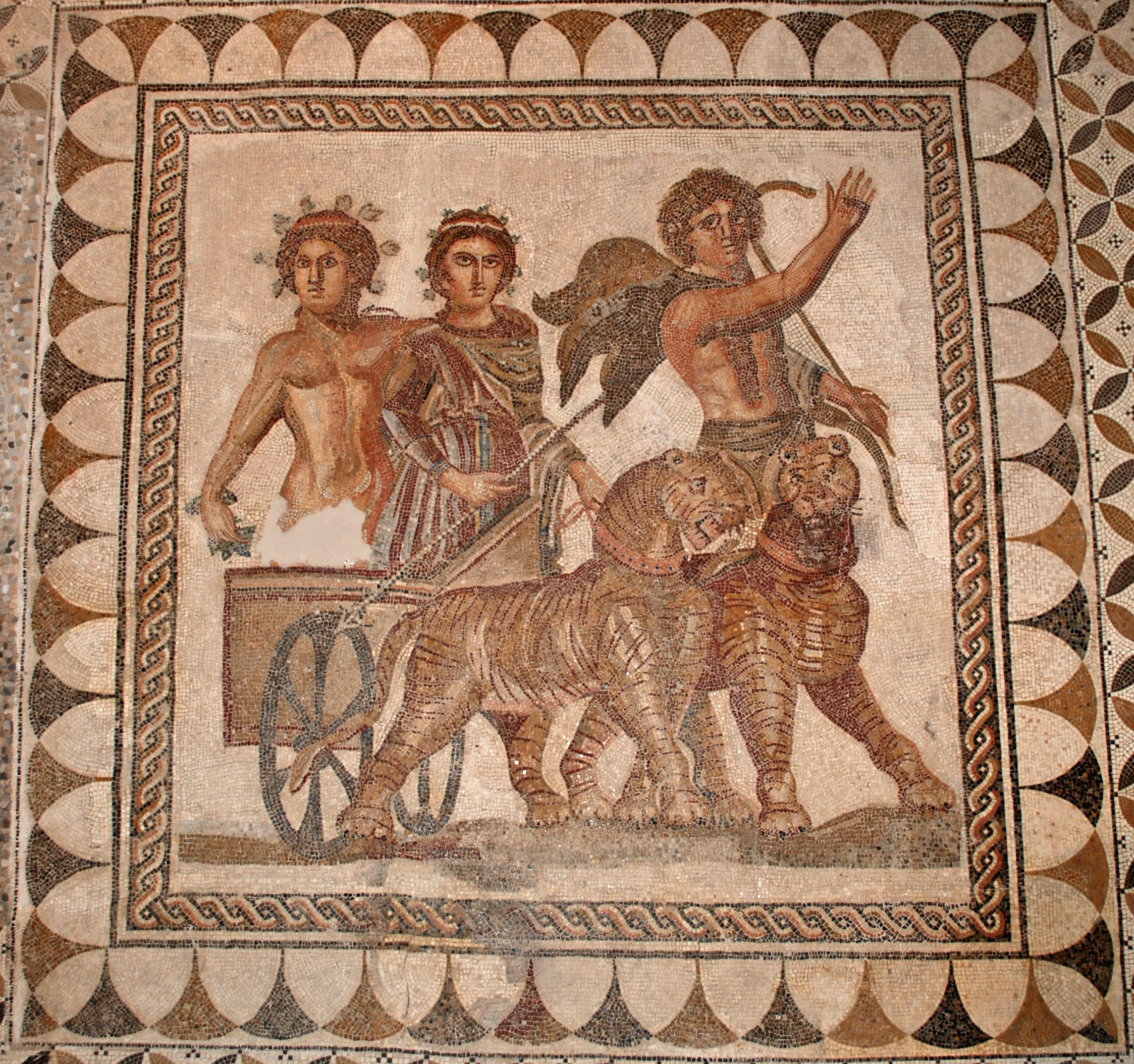
Mosaico de Baco

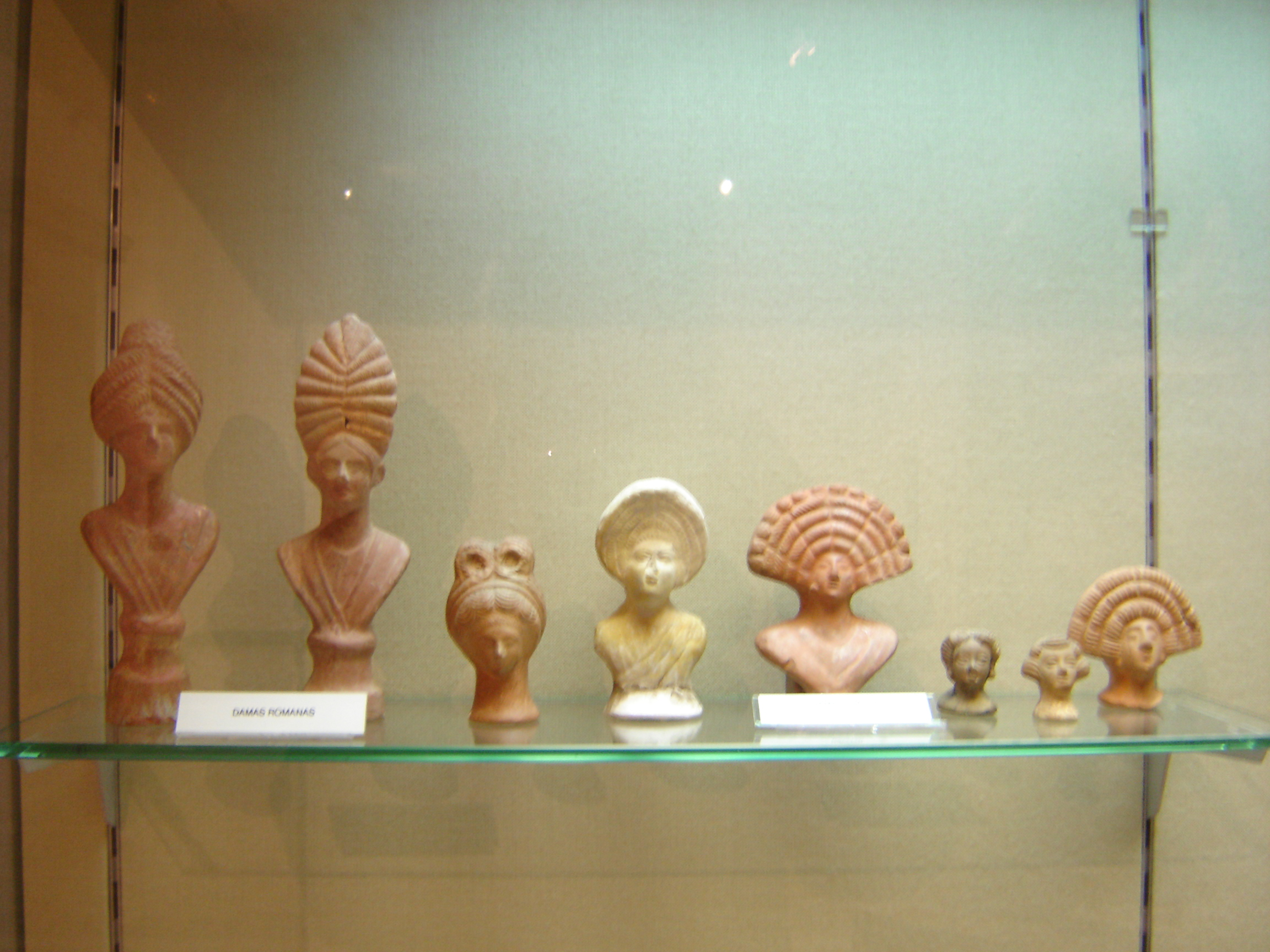
Terracotas romanas mostrando el tocado de las mujeres

La exposición permanente del museo a comienzos del siglo XXI era la siguiente:
- Sala I: En ella se exponían fósiles y elementos prehistóricos hallados por José Juan Fernández Caro en las terrazas del río Guadalquivir y del río Corbonés. También se exponían restos auténticos de un hombre de Cromañón. En una de las vitrinas se hallaban restos prehistóricos de la cueva de Don Juan de Constantina junto con fotografías de las excavaciones en la cueva realizadas por el nazi León Degrelle. En otra vitrina se colocaron restos hallados en dólmenes de El Gandul y otros lugares del término municipal de Alcalá de Guadaíra, así como de los municipios de Morón de la Frontera y El Castillo de las Guardas. Destacaba en esta sala una vértebra de animal con una punta de flecha de sílex clavada encontrada en Gerena.[30]
- Sala II: Fue dedicada a materiales que se iban encontrando en excavaciones en Valencina de la Concepción, como envases de cerámica e ídolos de hueso y piedra.[30]
- Sala III: Se expusieron objetos funerarios de la Edad del Cobre hallados en Valencina de la Concepción, como un gran ídolo de pizarra, en la Cueva de la Mora de Jabugo. También se exponían objetos hallados en la Necrópolis de Los Algarbes de Tarifa. Se colocaron además objetos de la Edad del Bronce, como vasos campaniformes encontrados en la Universidad Laboral de Sevilla, en la necrópolis de Chichina de Sanlúcar la Mayor y en Setefilla, estos últimos encontrados por María Eugenia Aubet. En la sala había además una tumba completa de la necrópolis de Chichina.[30]
- Sala IV: Se exponían estelas de la Edad del Bronce, como las encontradas en Utrera y El Coronil y otras más pequeñas de Écija y Lantejuela. También se exponían hachas de bronce y una gran vasija de bronce encontrada en Espartinas.[30]
- Sala V: En ella se exponían objetos encontrados en El Carambolo, en el municipio de Camas, y ricas cerámicas decoradas encontradas en el yacimiento del cerro de Montemolín del municipio de Marchena por María Luisa de la Bandera Romero y Francisca Chaves Tristán, destacando entre estas piezas una gran recipiente de cerámica pintado con toros hallado en Marchena.[30][46]
- Sala VI: En el centro se colocó una reproducción del Tesoro de El Carambolo realizada por Fernando Marmolejo Camargo. En una de las vitrinas se colocaron láminas de oro de enterramientos prehistóricos de Valencina de la Concepción con un ídolo antropomorfo de este mismo municipio, una cinta de oro con puntas de flecha de bronce de El Gandul, un vaso campaniforme, una espiral de oro de Villanueva del Río y Minas y otras joyas. Se incluyeron también tres ídolos cilíndricos de un enterramiento de Morón de la Frontera. En otras zonas se colocaron el tesoro de Ébora, procedente de Sanlúcar de Barrameda, el Bronce Carriazo y una figurilla de bronce de Melkart procedente de la colección arqueológica municipal. También había una estatua sedente de Astarté en un pedestal con una inscripción.[30]
- Sala VII: Se expusieron tesoros turdetanos encontrados en Mairena del Alcor, El Castillo de las Guardas y La Puebla de los Infantes. También se exponían unas réplicas realizadas por Fernando Marmolejo Camargo de los Candelabros de Lebrija. Otros objetos de interés en esta sala era la bandeja de El Gandul, decorada con leones y grifos alados, un cuenco de bronce también de El Gandul, un mango de un posible asador con Astarté bifronte. Otra pieza aquí expuesta, adquirida en el mercado de antigüedades, era una copa griega con una gorgona y que decían que procedía de Barbate, un jarro de bronce con palmeta de Alcalá del Río y un relieve de bronce con una diosa tetráptera.[30]
- Sala VIII: Se exponían en una vitrina objetos encontrados por Antonio Blanco Freijeiro en Minas de Riotinto. También se exponían en otra vitrina urnas cinerarias (destacando los vasos a chardon) y ajuares funerarios encontrados en Setefilla, entre los cuales había broches de cinturón de bronce y cuchillos afalcatados de hierro.[30]
- Sala IX: Se exponían objetos del Cerro Macareno en la pedanía de San José de La Rinconada, entre los que destacaba una gran crátera de bronce. También se exponía una tableta de barro cocido con inscripciones adquirida en el mercado de antigüedades por Concepción Fernández-Chicarro y de Dios. También se exponían, con dibujos, materiales procedentes de excavaciones de Jorge Bonsor en necrópolis tartésicas de Carmona, como la de la Cruz del Negro, entre los cuales había marfiles, huevos de avestruz, broches de cinturón de bronce y fíbulas de plata.[30]
- Sala X: Se exponían exvotos íberos encontrados en Jaén y una escultura de un carnero en reposo encontrada en Utrera. En una vitrina se exponían materiales encontrados por Luis Alberto López Palomo en el yacimiento de Alhonoz de Écija. En otra vitrina había objetos cartagineses encontrados por Francisco Collantes de Terán y Delorme en la Cuesta del Rosario de Sevilla. También había relieves de caballos, depositados en el museo por Vicente Rabadán, de un posible santuario íbero de la provincia de Córdoba. Otros elementos eran los encontrados por José María Luzón en El Pajar de Artillo de Santiponce y ajuares funerarios de la necrópolis de Olivar Alto de Utrera.[30]
- En una vitrina situada frente al ascensor se colocaron una serie de paleopatologías humanas de distintas épocas, entre las cuales destacaban una trepanación en un cráneo de la Edad del Cobre de la Cueva de Mora.[30]
- Sala XI: Se dedicó a objetos que mostraban la transición íbero-romana. Se presentaba la escultura de un matrimonio sedente procedente de Dos Hermanas, una cabeza de caballo de piedra procedente de Marchena, estatuas de caballos de un santuario de Baena cedidas por Vicente Rabadán, una inscripción tartésica encontrada en Villamanrique de la Condesa que había dejado aquí Manuel Zurita, epígrafes romanos con nombres nativos, estatuas de animales ibéricos y un relieve romano en mármol rojo de Rómulo y Remo procedente de Itálica.[30]
- Sala XII: Se colocaron dos retratos de finales de la república o principios del Imperio romano y un torso del emperador Claudio. También se colocaron en una vitrina objetos para el trabajo manual. En otra vitrina se colocó la máscara de una actriz hallada en la necrópolis de Utrera. También se exponían estrígiles para la limpieza de los atletas, un estuche de bronce con bisturíes y un ladrillo de Mulva en el que se había grabado en un lado un tablero de alquerque y en el otro una especie de tres en ralla.[30]
- Sala XIII: Se encontraba un mosaico de Écija y vitrinas con bronces domésticos.[30]
- Sala XIV: Se encontraba la escultura de Mercurio. Se colocó aquí también un mosaico de Casariche que representaba el Juicio de Paris. En una vitrina había terracotas y en otra esculturas en mármol. Se pueden destacar un par de bustos femeninos con peinados de la época flavia y un disco de cerámica con la representación de un emperador.[30]
- Sala XV: Era conocida como Sala de Alejandro por un retrato que se conservaba en ella que se creía que representaba a Alejandro Magno. Se colocaron tres vitrinas con cerámicas, procedentes algunas de Itálica, Mulva y Orippo.[30]
- Sala XVI: Se mostraban lastras con huellas de pies ofrecidas a la diosa madre, bajo distintas advocaciones, y una vitrina con elementos de religiosidad doméstica, tales como hermas báquicos, lucernas con motivos religiosos, epigrafías votivas a los dioses, un pendiente de oro con el símbolo de Tanit encontrado en una tumba de Orippo. También se exponía una pequeña estatua de bronce de un togado y un pebetero de Mulva con la cabeza de un joven efebo.[30]
- Sala XVII: Era conocida como sala de Venus por la estatua de esta diosa, procedente de Itálica. También había un par esculturas de cabezas de mujeres y un torso de Meleagro.[30]
- Sala XVIII: Tenía retratos romanos de distinto tipo. También había una estatua de un togado con una bulla, encontrado en unas obras en Sevilla. En una vitrina había una ostentosa cadena de hierro para sujetar esclavos junto con sellos, anillos y bullas. También había inscripción con el nombre de Sextus Marius, un propietario de minas de Sierra Morena ejecutado por orden de Tiberio.[30]
- Sala XIX: Albergaba la estatua de Diana cazadora de Itálica. Frente a ella fue colocada una cabeza de dea turrita, identificada como Cibeles, encontrada en Santiponce. También fue colocada una cabeza de la diosa Isis con diadema procedente de Alcalá del Río. En la sala también se colocaron un altar hexagonal y tres altares neoáticos de tema báquico, procediendo estas cuatro piezas del teatro de Itálica.[30]
- Sala XIXb: Aquí estaban las tablas de la Lex Irnitana con su transcripción y su traducción. En una vitrina lateral similar, se expusieron bronces epigráficos, una carta de Tito, la tabla de hospitalidad (tessera hospitalis) de Mulva, de la Tabula Siarensis y otros bronces epigráficos de contenido jurídico. También se expone el Senadoconsulto sobre Cneo Calpurnio Pisón padre. Se incluyeron además algunos elementos procedentes de El Saucejo sobre el proceso de fabricación de las tablas. También se exponían copias de textos romanos conservados en el Museo Arqueológico Nacional.[30][47]
- Sala XX: Es un espacio oval conocido como Sala Imperial, por conservarse en ella esculturas de emperadores y personajes pertenecientes a las familias imperiales. En la sala están, entre otras esculturas, una de Trajano de Itálica, otra de Adriano también de Itálica, otra de Vespasiano de Écija y otra de Domiciano de Mulva. También alberga un antebrazo de una estatua de tamaño colosal.[30] En el suelo, en el centro de la sala, había un mosaico dedicado al dios Baco.[2]
- Sala XXI: Estaba dedicada a epigrafía romana. Había piezas epigráficas procedentes de Itálica y Mulva, así como otra dedicada a Hércules que se encontró en el barrio sevillano de Triana. La sala albergaba también, en el muro del fondo, el mosaico de los Tritones de Itálica.[30]
- Sala XXII: Se colocó un relieve con dos soldados romanos encontrado en Estepa,[48] una escultura de un toracato y una escultura del dios Marte aparecida en Carmona. También se exponían elementos de construcción como tégulas, ímbrices y ladrillos. En la pared había algunas piezas con sellos, algunas de Carteia y otras cedidas por el Museo de León con el símbolo de la Legio VII Gemina, que llegó a estar en Itálica. También se exponían tuberías de plomo de Itálica con el sello de la ciudad o del emperador Adriano. La sala también albergaba algunas piezas de bronce, como la pierna de un jinete y la cola de un caballo. En unas vitrinas había una escultura de Marte de niño en bronce proveniente de Écija y una pequeña estatua de Minerva de mármol proveniente de Aguadulce. En otra vitrina había fragmentos de diplomas militares, adornos de legionarios y un relieve de bronce con una coraza con un trofeo militar.[30]
- Sala XXIII: En este lugar se colocaron restos arquitectónicos encontrados por Concepción Fernández-Chicarro y de Dios, Francisco Collantes de Terán y Delorme y Daniel E. Woods en Carteia. Entre ellos había fragmentos de cornisa con toros arrodillados o fustes de columnas. La sala también albergaba ánforas y un mosaico geométrico de Alcolea del Río. En una vitrina se colocaron sellos habituales encontrados en las asas de las ánforas y en otra vitrina se colocaron monedas. En el centro de este espacio se colocó la estatua de la diosa Fortuna encontrada en Sevilla. También se exponían aquí tres piezas de carro, dos de ellas con caballos de bronce y una tercera con incrustaciones de láminas de plata y decorada con un león en pie sobre la cabeza de un toro, esta última proveniente de Carmona. También podían encontrarse aquí una estatua de Esculapio procedente de Alcalá de Guadaíra.[30]
- Sala XXIV: Se exponían piezas de ajuares funerarios de Mulva, vasos de vidrio romanos y adornos femeninos de esta época. También destacaban varios espejos de bronce y una capsa reconstruida encontrada en la necrópolis de Utrera.[2] También albergaba una cabeza, identificada con una representación de Hispania pero que, al encontrarse su torso a finales del siglo XX en Mulva, se consideró simplemente una ninfa.[30]
- Sala XXV: En ella se instaló una tumba romana completa de cupa procedente de Itálica. También albergaba un relieve de una gorgona proveniente de Alcolea del Río y una escultura funeraria de Atis donada por José Sebastián y Bandarán. Se colocaron urnas de incineración e inscripciones funerarias como la del decurión Marcus Calpurnius o la que Diciembre dedicó a su hermano Enero, un médico esclavo. También se exponía el ajuar de una rica tumba descubierta en la necrópolis de Orippo, una tablilla de maldición de Itálica, un porta-amuletos y lucernas romanas.[30]
- Sala XXVI: Se colocaron aquí dos mosaicos y una pintura de las tumbas de Antonia Vetia y Maria Severa de Itálica, una campana de bronce de una posible basílica paeocristiana de Morón de la Frontera y una cruz patada encerrada en una laurea que debió estar en un templo paleocristiano. De la etapa visigoda se exponía un tenante de altar, una pila bautismal o de abluciones, fragmentos de sarcófagos, capiteles y diversas inscripciones, entre las que destaca la del Dintel de San Hermenegildo. También se colocó un cimacio visigodo procedente de La Luisiana. Se colocó la cubierta de una tumba visigoda de Orippo. Se situó aquí también un ancla bizantina que había sido encontrada en la Plaza Nueva de Sevilla. En una vitrina se exponían objetos provenientes de la basílica y necrópolis paleocristianas de Gerena.[30][49]
- Sala XXVII: Se exponía un capitel de la Torre del Oro, capiteles almohades encontrados en excavaciones del Palacio de Altamira, una pila de abluciones y cerámicas medievales.[30]

## El archivo y el taller de restauración
El museo cuenta con su propio archivo histórico.
El museo cuenta con un taller de restauración.

## Directores
- 1879-1925. Manuel de Campos Munilla[50]
- 1925-1959. Juan Lafita y Díaz[8]
- 1959-1979. Concepción Fernández-Chicarro y de Dios[8][30]
- 1979-2006. Fernando Fernández Gómez[30]
- 2006-2013. Concha San Martín Montilla[30]
- 2013-2018. Ana Navarro Ortega[51]
- 2018-actualidad. María Soledad Gil de los Reyes[1]

## Galería de imágenes

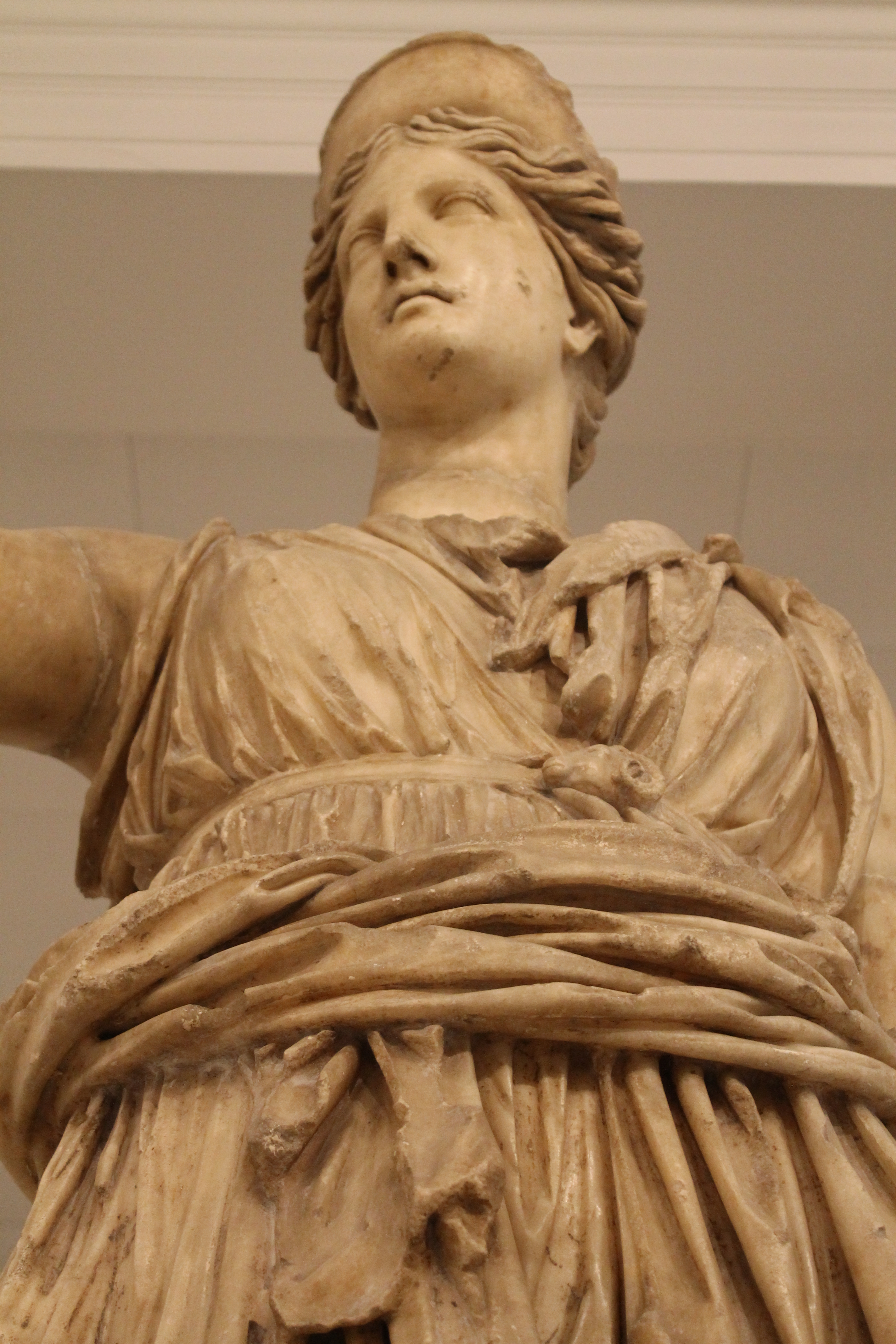
Diana cazadora siglo II d.C.
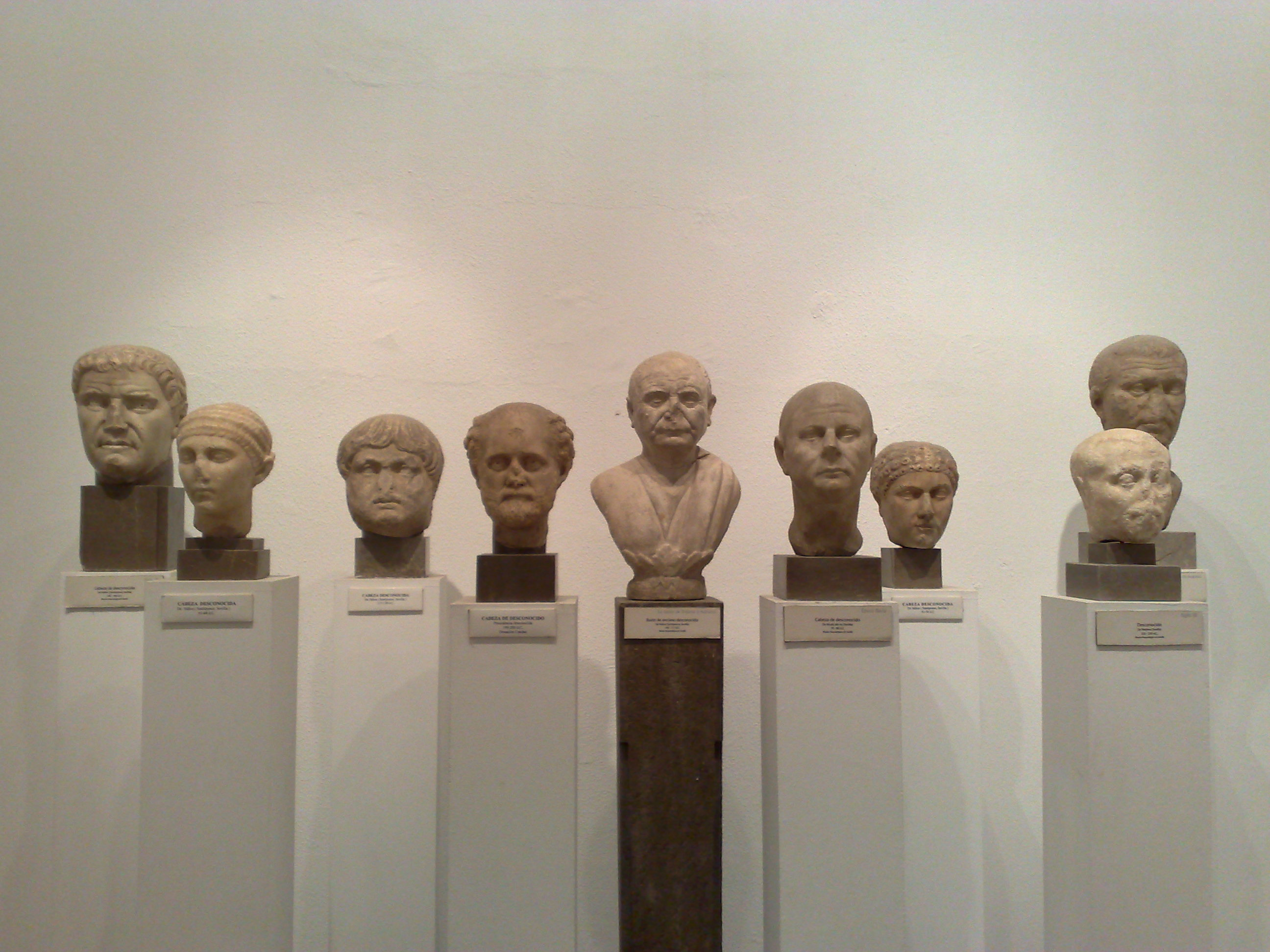
Bustos romanos.
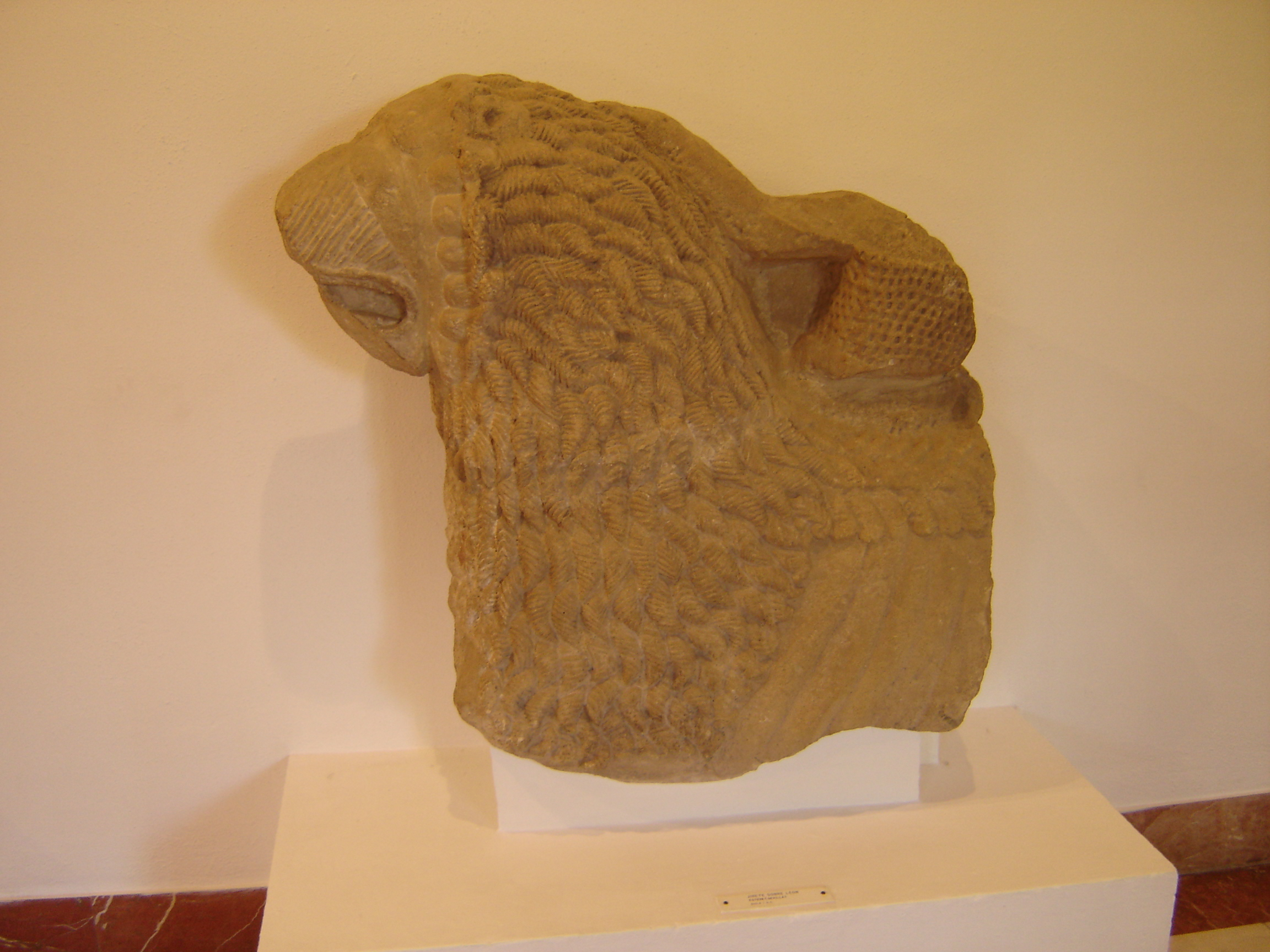
Jinete sobre león (arte ibérico). Siglo I.
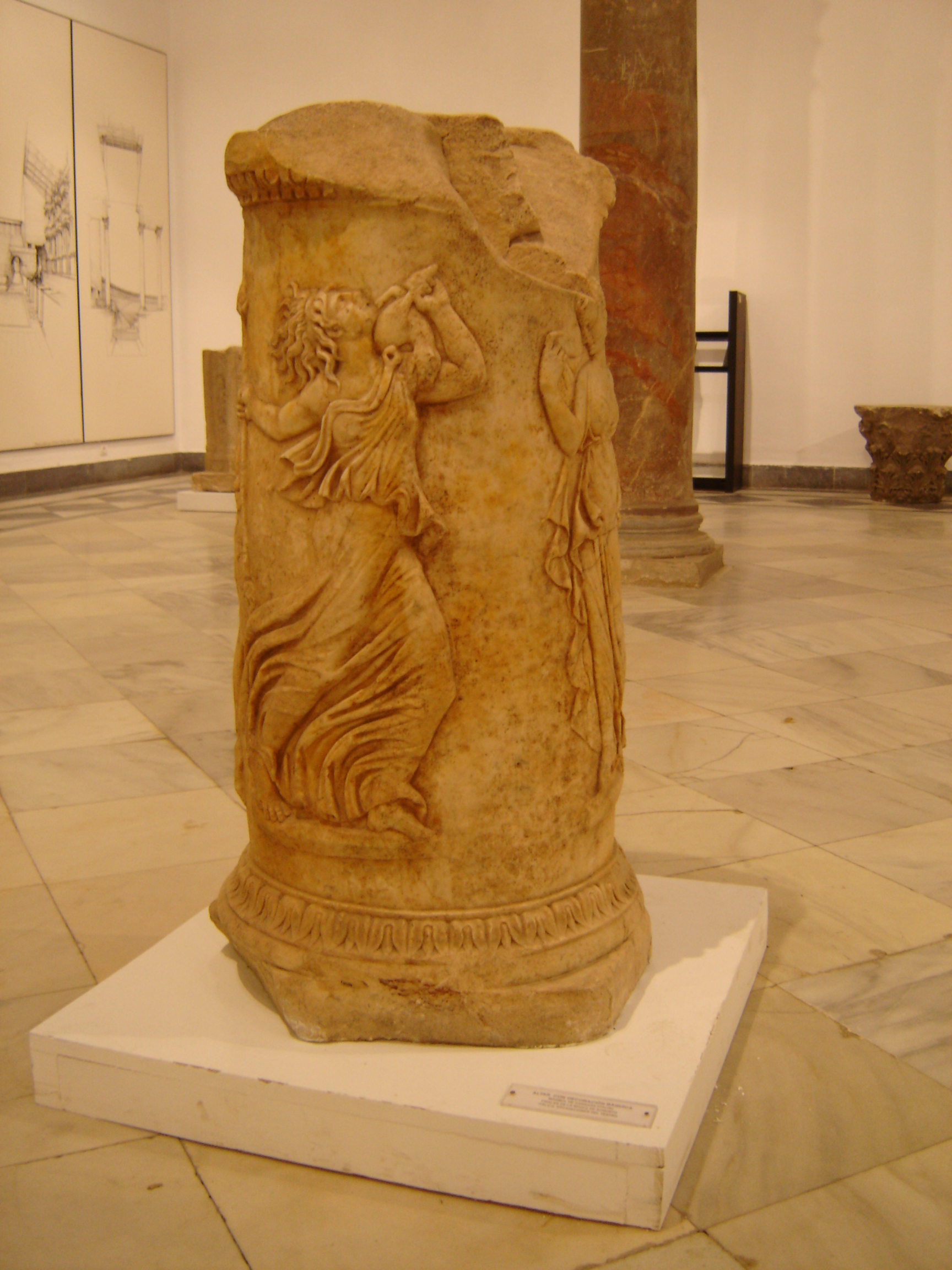
Altar con decoración báquica.
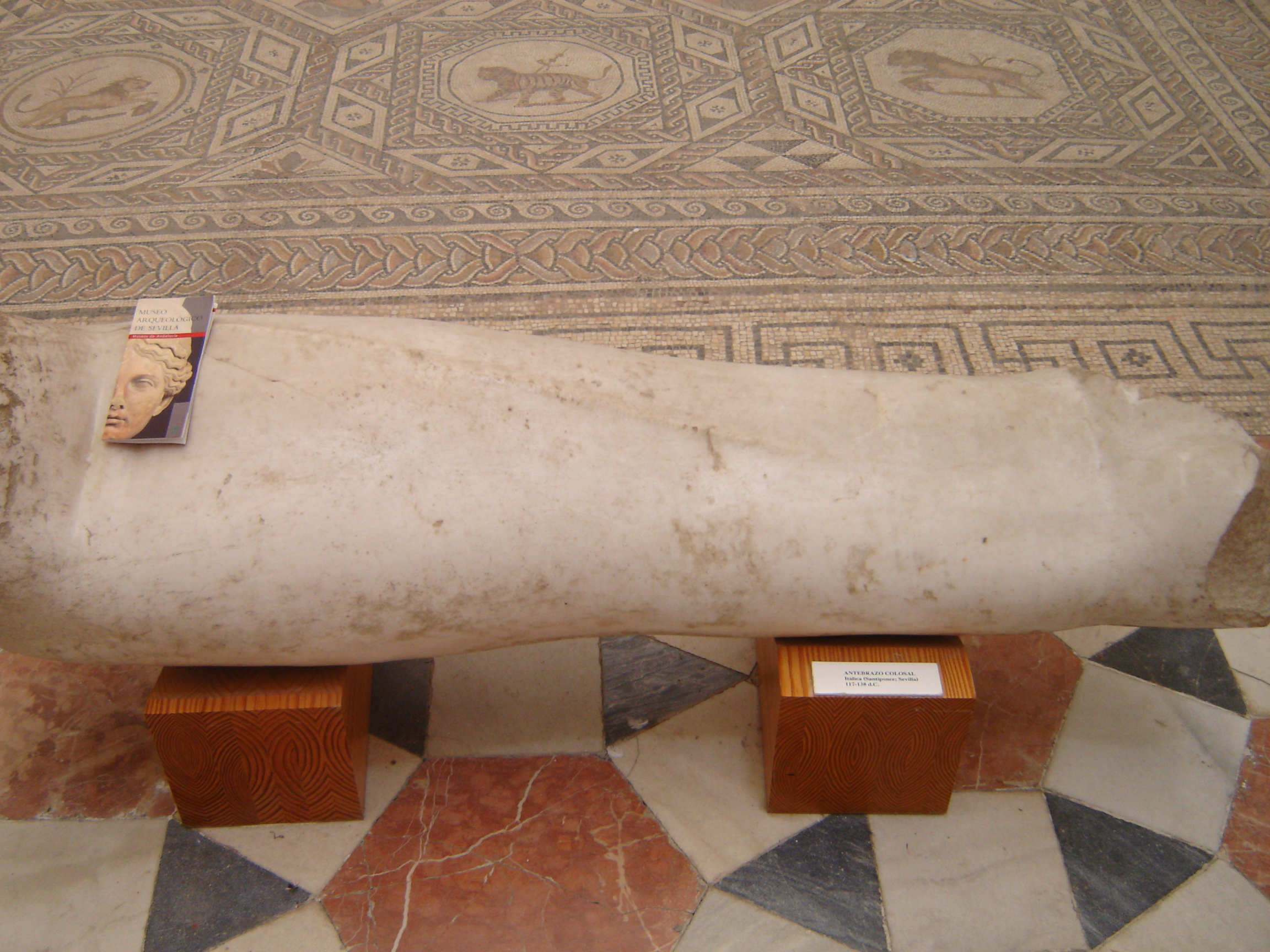
Antebrazo colosal.
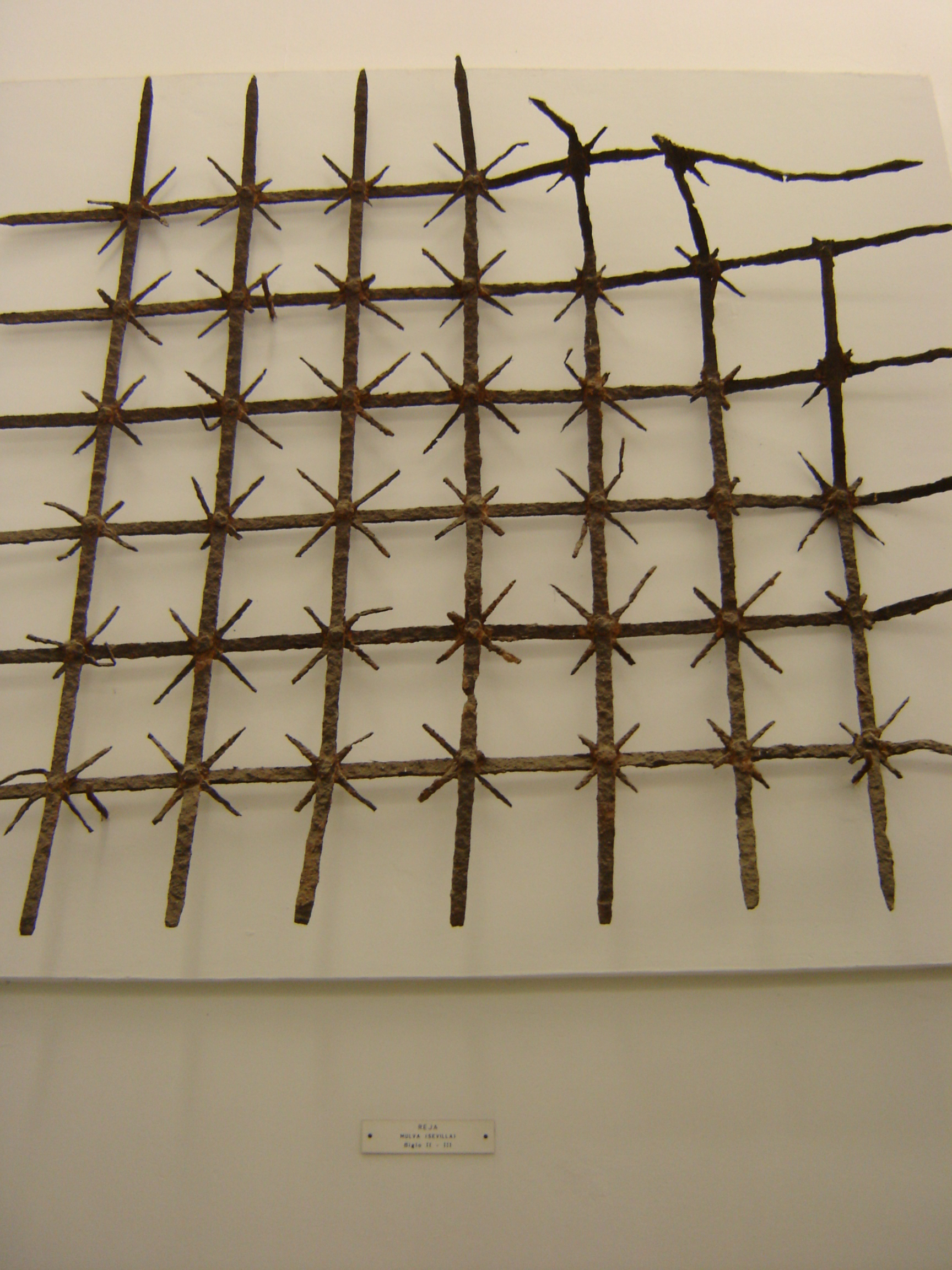
Reja, siglo II y III.
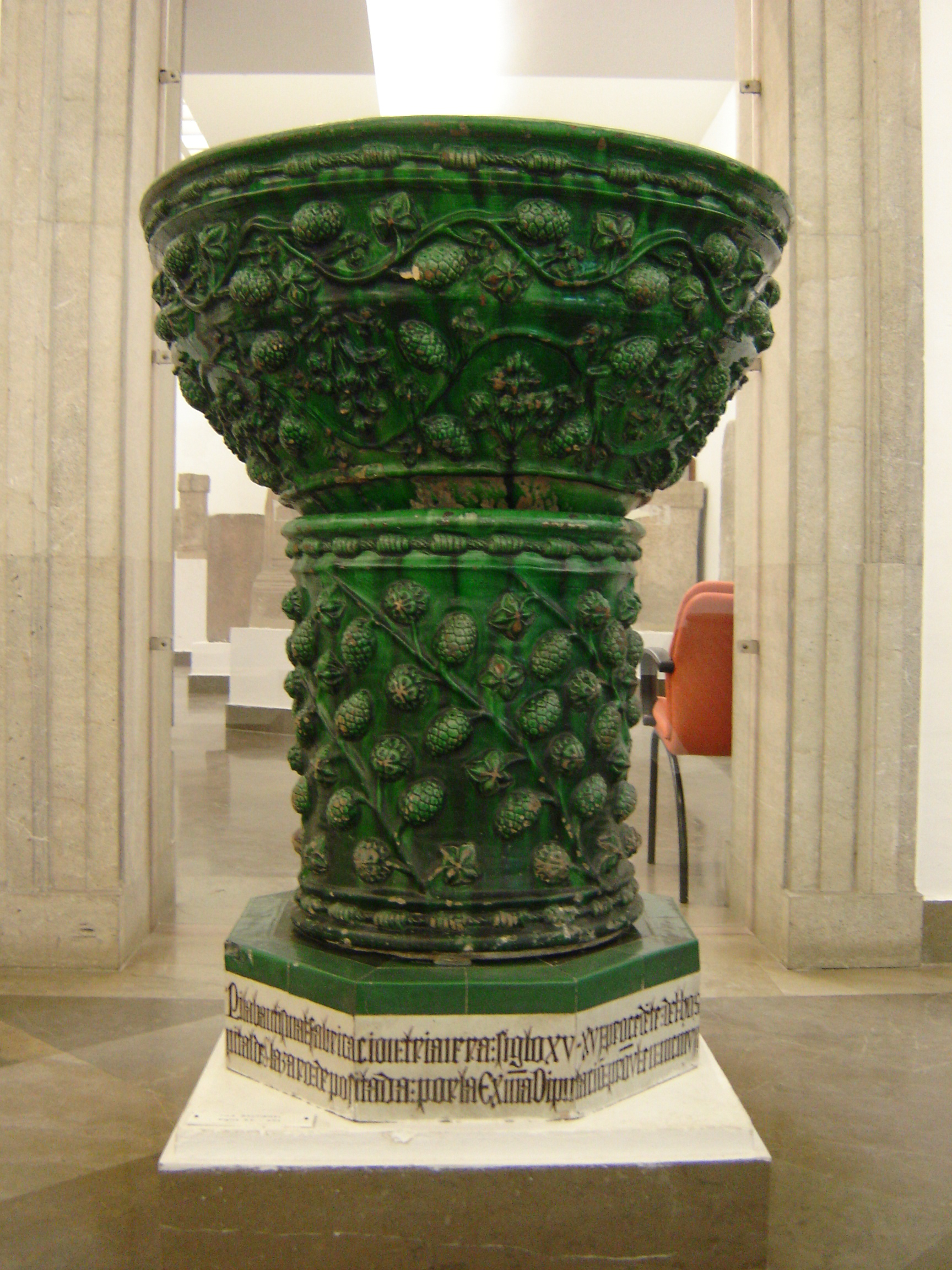
Pila bautismal. Siglo XV-XVI.
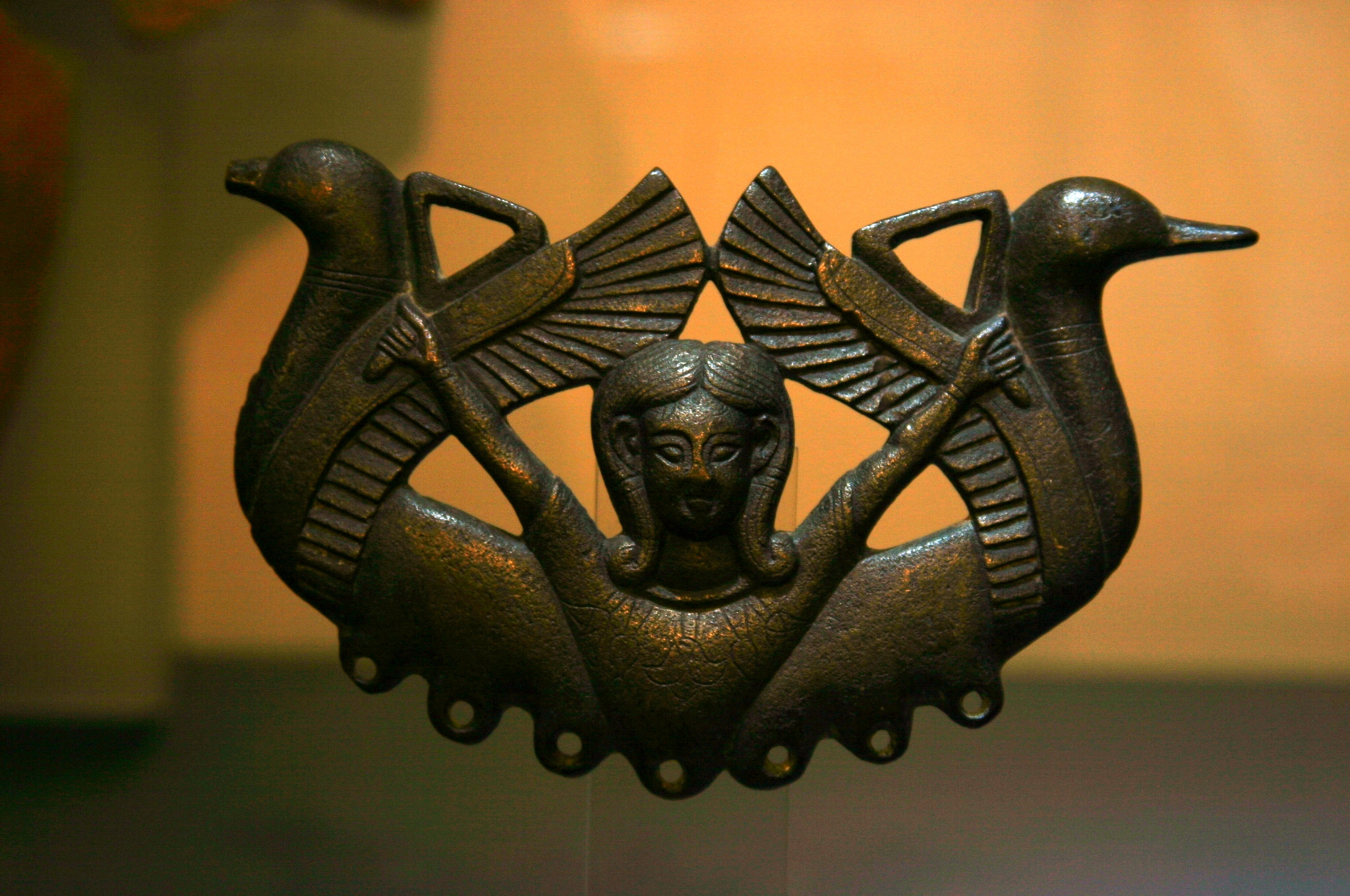
Bronce tartésico conocido como "Bronce Carriazo".